# フジテレビバレーボール中継
ここでは、フジテレビジョン及びフジネットワーク（FNS）系列局が制作・放送しているバレーボール競技中継放送について述べる。

## 概要と歴史
バレーボール競技自体は20世紀初頭には既に存在していたが、オリンピックの正式競技として採用されたのは1964年東京オリンピックからである。
フジテレビがバレーボールにかかわるきっかけとなったのは、1969年からアニメ『アタックNo.1』を2年間放送したことである。この『アタックNo.1』によってバレーボール人気を生み出したフジテレビは、1970年春、親会社の産経新聞社やFNS系列局とともに、“春の高校バレー”こと全国高等学校バレーボール選抜優勝大会をスタートさせた。
1977年、国際バレーボール連盟の決定によりバレーボールワールドカップが日本で行われると、フジテレビなどはその中継・国際映像制作権を獲得するとともに、大会運営そのものにも深く関与することとなった。これをきっかけに、『バレーボール中継のフジテレビ』というイメージが、日本中に浸透していった。これに先駆け、同年1月-3月に日本バレーリーグのレギュラー生中継を「アタック・ザ・ワールドカップ」と題して放送していた。
1990年代後半になると、ジャニーズ事務所が絡んでくることとなった。フジテレビが中継する大会を、新ユニットのお披露目の場とするようになり、タイアップによって知名度を上げた（ジャニーズ系以外はWinkが最初期に一度出たのみ）。一方で、中継は担当するジャニーズ系ユニットのライブ会場と化しつつある。
そんな中、2005年、フジテレビの女性アナウンサーとジャニーズ事務所の所属タレントが大会中継の打ち上げ宴席で#不祥事を起こし、社会的問題となった。
国際大会や春の高校バレーは積極的に放送する反面、V（・プレミア）リーグには消極的で放映権を獲得するような動きも見られず（NHKが優先権を獲得）、『すぽると!』などでもVリーグの扱いが悪い。ただし、前身の日本リーグ時代やVリーグ初期には土曜・日曜午後のローカルセールス枠で放送した実績がある他、チーム所在地の地方局（テレビ新広島等）制作での放送もあった。また、プレミアリーグはCS部門のフジテレビ739（現フジテレビONE）で中継をしていた時期もあった。フジテレビONEではビーチバレーJBVツアーを中継していた時期もあった。また2013年1月よりBSフジでVリーグの試合を年に数回生中継するようになった。
2003年にはネットにマイクを埋め込み、2007年にはハイスピードカメラを取り入れた。
2015年ワールドカップでは、同大会初の「デジタルワールドカップ」と題した。独自の映像解析システム「モーションスカウター」を導入。スパイク時の高さ・速度や、男子のみサーブの速度を画面に出した。
2016年5月のリオデジャネイロオリンピックバレーボール世界最終予選では、従来の横位置とは別途、コートエンドのアナリストエリアにも実況・解説を置き、一部のプレーで縦位置からの映像を流した。

## 現在フジテレビが中継する主要バレーボール大会
オリンピックの最終予選については、アテネ大会以降TBSと日本戦の中継を分担している。北京大会については両局で7試合ずつ中継するが、フジテレビは女子戦を男子戦より1試合多く中継する。
- 全国高等学校バレーボール選抜優勝大会→全日本バレーボール高等学校選手権大会（春の高校バレー、春高バレー）
- アジア男子バレーボール選手権（2021年はBSフジ・フジテレビONE・FODで中継）
- バレーボールワールドカップ（1977年 - ）

## 過去にフジテレビが中継していた主要バレーボール大会
- オリンピック世界最終予選兼アジア大陸予選（男子は1996年から、女子は1996年、2004年から、ともに2016年まで）

ワールドリーグとワールドグランプリは、TBSと数年交替で分担して中継を行っていた。ただし大会スタート初期はNHK衛星放送でも放映されたこともあった。両大会を統合したネーションズリーグはBS-TBSにて放映されている。
- バレーボール・ワールドリーグ（男子のみ 2001年 - 2003年、2007年 - 2008年、2011年 - 2012年、2015年 - 2016年）
- バレーボール・ワールドグランプリ（女子のみ 2004年 - 2006年、2009年 - 2010年、2013年 - 2014年、2017年）

## 中継関係者
技術スタッフは試合会場では、バボちゃんが描かれた青い半袖制服を着ていることがある。

### フジテレビ
- 菊間千乃
父親・菊間崇祠が八王子実践高等学校で長年指導者として活躍していたことから入社後10年余りにわたりバレーボール中継の顔となっていた。しかし2005年、#不祥事のため、現場から離された。その後フジテレビを退社し、弁護士に転身。
- 平井理央
元アイドル。しかし、高校時代バレーボール部に所属していたため、入社してまもなく、菊間の後任として指名されて2012年の退職までバレーボール中継担当を務めた。退社後はフリーアナウンサー業に加え、入社前に行っていたタレント・女優業を再開している。
- 本田朋子・松尾翠
2007年、平井とともに業務命令で「バレーボール中継3人娘」となり、各種事前番組を担当。
- 宮澤智
平井の後を受け継ぎ、2013年からバレーボール中継担当となった。
- 宮司愛海
2019年のワールドカップバレーボール中継担当アナウンサー。
- 佐久間みなみ
2023年のワールドカップバレーボール中継担当アナウンサー。

### FNS実況担当アナウンサー
- 森昭一郎・竹下陽平・西岡孝洋・倉田大誠・中村光宏
以上フジテレビ。竹下は2007年ワールドカップから日本戦を担当、翌年の北京五輪男子世界最終予選では日本の五輪出場決定の瞬間を実況し、本大会でも実況を務めた。長坂哲夫は柔道・野球の担当でバレーからは外れた。2003年大会から2007年大会の間、ワールドカップBサイト（日本が試合をしない会場）を主に担当していた佐野瑞樹、桜井堅一朗がともに異動したため若手のレベルアップが求められる。また、森昭一郎は、2003年ワールドカップ女子日本戦にてインタビューで感極まって泣いてしまい、「泣きの森」という異名を与えられることとなったが、佐野・桜井同様他部署に異動したが2008年7月にアナウンス部復帰となり男子ワールドリーグの実況を担当した。
- 山田恭弘・若田部克彦
以上関西テレビ。若田部は2007年女子大阪大会のコートサイド・リポーターを務め、山田は2011年の男子大阪大会のポーランド戦で実況を務めた。
- 森脇淳・斉藤誠征・加藤晃
以上東海テレビ。森脇は1999年ワールドカップから4大会連続日本戦を担当（すべて地元名古屋大会）。
- 矢野寛樹・深井瞬
テレビ新広島。矢野は2007年ワールドカップから日本戦を担当。
- 大谷真宏・田久保尚英
テレビ西日本。TNCは毎年福岡県を会場に若手選手の育成と地域のレベルアップを目的とするアジア太平洋地域の男子バレーボール大会の開催にかかわっている、大谷はその関係で実況が評価され2008年の北京五輪世界最終予選の海外戦実況を務めた。
- 鈴木敏弘・蓮見直樹
テレビ静岡。鈴木は静岡県内で行われているワールドカップは勿論、首都圏で行われる日本以外の試合も担当する。

※1．系列局のアナウンサーは当該地域の2戦目に担当することが多い。
※2．森、竹下、西岡、山田、若田部、森脇、斉藤、矢野、大谷、鈴木は春の高校バレーセンターコート（準決勝以降）での実況経験がある。

### 解説者
- 川合俊一
- 竹下佳江
- 大林素子
- 吉原知子（JTマーヴェラス・監督）
- 加藤陽一
- 齋藤信治
- 大山加奈
- 栗原恵

※2011年W杯では川合が日本戦の男女全戦を放送席で解説、中田が女子全戦を放送席で解説。吉原と加藤はスタンドに設けられた特設席でテクニカル解説で登場、大林は男女、斎藤は男子、大山は女子の各試合でコートサイドリポーターを担当した。

### タレント
- V6 - 1995年のワールドカップで実質デビュー。
- 嵐 - 1999年のワールドカップで実質デビュー。
- NEWS - 2003年のワールドカップで実質デビュー。
- Hey! Say! JUMP - 2007年のワールドカップで実質デビュー。
- NYC boys - 従前と異なり、2009年バレーボール・ワールドグランプリ限定のユニットとして結成されるも、活動は継続している。
- Sexy Zone - 2011年のワールドカップで実質デビュー。2015年のワールドカップでも「スペシャルナビゲーター」を務めた。
- ジャニーズWEST - 2019年のワールドカップで「スペシャルナビゲーター」を務める。
- 鹿賀丈史…1995年大会の開会宣言者
- タモリ…1999年大会の開会宣言者
- 伊東美咲…2003年大会の開会宣言者及び“勝利の女神”
- 虻川美穂子…2007年大会の応援団長